# 殿岡利助
殿岡 利助（とのおか りすけ、1883年（明治16年）10月8日 - 1952年（昭和27年）12月26日）は、大正から昭和期の実業家、政治家。参議院議員。幼名・福三。

## 経歴
栃木県足利郡足利町栄町（現足利市）で、織物製造業（元織）、先代・殿岡利助の長男として生まれる。父の死去に伴い1893年（明治26年）家督を相続した。1897年（明治30年）東京日本橋の織物問屋・安田源蔵商店に奉公し6年間勤めた。その後、3年間兵役に就いて帰郷した。
帰郷後、利助を襲名し、家業の復興に尽くし、殿利織物工場に成長して有限会社となる。「足利銘仙」の開発改良に尽力し、1934年（昭和9年）足利織物同業組合組長に就任。また、足利市会議員、同参事会員、同議長、足利市消防団組頭、同警防団長、大政翼賛会栃木県支部常務などを務めた。
1947年（昭和22年）4月の第1回参議院議員通常選挙に栃木県地方区から民主党公認で出馬して当選した（補欠、任期3年）。同年、公職追放となり、同年7月2日に辞職し参議院議員を1期務めた。
栃木県繊維工業振興会理事長に就任し、栃木県の繊維産業復興に尽力し、特に足利のトリコット産業の育成に多大な貢献を行った。また、軍需工場に転換していた殿利織物工場をゴム履物工場とし、1947年に興国化学工業 (株) （現アキレス）を設立して社長に就任した。

## 親族
- 父親 先代・殿岡利助
- 長男 殿岡利男（実業家）[3]

## 脚註
1. ↑  『人事興信録 第16版 下』人事興信所、1951年、と17頁。
2. 1 2 3 4 5 6  『議会制度百年史 - 貴族院・参議院議員名鑑』364頁。
3. 1 2 3 4 5 6 7 8 9 10 11 12 13  『栃木県歴史人物事典』432頁。
4. 1 2 3  『大衆人事録 第14版 北海道・奥羽・関東・中部篇』栃木20頁。
5. ↑  『国政選挙総覧 1947-2016』428頁。
6. ↑  総理庁官房監査課編『公職追放に関する覚書該当者名簿』日比谷政経会、1949年、675頁。公職追放の該当事項は「翼賛政治体制確立協議会構成員」。
7. ↑  『官報』第6142号、昭和22年7月7日。